# Kai aus der Kiste (Roman)
Kai aus der Kiste: eine ganz unglaubliche Geschichte ist ein Kinderroman von Wolf Durian. Zuerst erschien er als Fortsetzungsgeschichte 1924/25 in der Kinderzeitung Der heitere Fridolin, danach wegen des großen Erfolgs 1926 auch als Buch. Der Titelheld Kai, ein Berliner Straßenjunge, gewinnt mit Hilfe seiner Freunde den Wettstreit um den Titel und Posten des Reklamekönigs, der von einem amerikanischen Schokoladenfabrikanten ausgelobt wird. Das Buch ist in Deutschland bis heute in zahlreichen Ausgaben erschienen.
Während in der ursprünglichen Fortsetzungsgeschichte zwei neue Schokoladenmarken in Europa eingeführt werden sollen, wurde die Schokolade später im Buch durch Zigaretten ersetzt, in der DEFA-Verfilmung von 1988 schließlich durch Kaugummis. 1995 erschien im Erika Klopp Verlag erstmals wieder die ursprüngliche Fassung.

## Handlung
Als der amerikanische „Schokoladenkönig“ Mister Joe Allan van Braams in Berlin per Zeitungsannonce einen „Reklamekönig“ sucht, lässt sich der Straßenjunge Kai, genannt Große Klapperschlange, in einer Kiste in dessen Hotelzimmer abliefern. Mister Allan steht der Bewerbung skeptisch gegenüber, doch Kai wettet seine Schleuder gegen 1000 Dollar, dass bis zum nächsten Morgen die ganze Stadt über ihn reden wird. Um diese Aufgabe zu erfüllen, trommelt er den Geheimbund der Straßenjungen, die „Schwarze Hand“, zusammen. Über Nacht überfluten die Jungen das Stadtbild mit schwarzen Handabdrücken.
Der Schokoladenfabrikant ist beeindruckt. Nun soll ein Wettbewerb zwischen Kai und dem Reklameagenten Kubalski stattfinden: Jeder muss innerhalb von zwei Tagen so viel Werbung wie möglich für eine der neuen Schokoladenmarken TUT und TAT machen. Mister Allan wird Punkte vergeben und denjenigen zum Reklamekönig machen, der zuerst 150 Punkte erreicht. Beide Parteien arbeiten daraufhin mit allerhand Tricks: Herr Kubalski versucht, Kai von der Polizei verhaften zu lassen; Kai und die „Schwarze Hand“ sabotieren die TAT-Reklame, indem sie Handzettel aufsammeln und Plakate überkleben lassen. Gleichzeitig starten sie eine TUT-Kampagne von so ungeheurem Ausmaß, dass schließlich die Behörden sämtliche Reklame in der Stadt verbieten.
Dieses Verbot wird Herrn Kubalski zum Verhängnis, der gerade eine auffällige Werbeaktion mit Riesenschokoladentafeln veranlasst hat, die sich nun nicht mehr rechtzeitig stoppen lässt. Aus Angst vor Verhaftung ergreift er die Flucht, wobei Kai ihm nur allzu gerne behilflich ist. Damit ist die Konkurrenz ausgeschaltet und Kai kann bei Mister Allan in letzter Minute noch genug Punkte sammeln, um Reklamekönig zu werden.

## Hintergrund
Die Autorin und Journalistin Isa Schikorsky schrieb über Durians Buch: „Eine kleine Revolution löste Wolf Durian mit Kai aus der Kiste aus“ und erklärte, dass sich in der Geschichte die für die damalige Zeit typische Neue Sachlichkeit von Kinder- und Jugendbüchern zeige: „In der schnörkellosen Sprache, der konzentrierten Handlung, der neutralen Darstellung aus dem Blickwinkel einer Filmkamera, dem rasanten Erzähltempo, das mit der Dynamik des Großstadtlebens korrespondiert, und dem aktuellen, die Menschen ungeheuer faszinierenden Thema Werbung“.

## Adaptionen
- Kai aus der Kiste (1960), Fernsehfilm Süddeutscher Rundfunk. Regie: Theo Mezger.
- Kai aus der Kiste (1988), Fernsehfilm DEFA. Regie: Günter Meyer.

## Fremdsprachige Ausgaben
- Bill of the black hand. A very tall story. Jonathan Cape, London 1935.
- Vojtíšek z bedny. Žáci Masarykových škol, Zlín 1939.
- Kaj, alla tiders reklamkung, Stockholm 1958.
- Kaï, roi de la pub. Hachette, Paris 1988, ISBN 2-01-013644-6.
- Kai, el de la caja. Siruela, Madrid 1991, ISBN 84-7844-075-5.